# Bölön község
Bölön község (románul: Comuna Belin) község Kovászna megyében, Romániában. Központja Bölön, hozzá tartozik Bölönpatak.

## Népessége
A 2011-es népszámlálás adatai alapján a község népessége 2859 fő volt.